# Ilie Verdeț

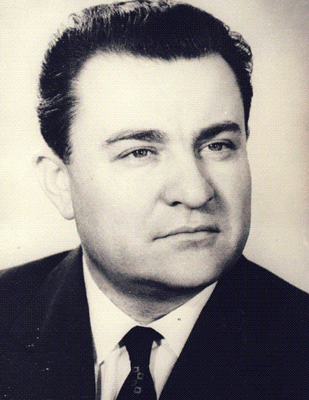
Ilie Verdeț

Ilie Verdeț (* 10. Mai 1925 in Comănești, Kreis Bacău; † 20. März 2001 in Bukarest) war ein rumänischer Politiker.

## Biografie

### Laufbahn in der PCR
Verdeț, Sohn eines Bergarbeiters, wurde 1945 Mitglied der Rumänischen Kommunistischen Partei (PCR). In der Folgezeit war er zunächst in der Gewerkschaft der Bergarbeiter tätig und in dieser Vizepräsident sowie Präsident. 1948 wurde er dann nach der Gründung der Volksrepublik Rumänien selbst Bergwerksdirektor. Zugleich studierte er an der Parteihochschule der PCR sowie an der Akademie der Wirtschaftswissenschaften in Bukarest. 1954 wurde er Erster Sekretär der PCR in Hunedoara und als solcher 1955 auch Kandidat des Zentralkomitees (ZK) der PCR. 1956 wechselte er dann als Stellvertretender Leiter der Organisationsabteilung des ZK in den zentralen Parteiapparat. Im Juni 1960 wurde er Mitglied des ZK der Partei und gehörten diesem bis zum Zusammenbruch des Kommunismus 1989 an.
In den folgenden Jahren nahm er zunehmend wichtigere Ämter innerhalb der Staats- und Parteiführung ein und war von März bis Juli 1960 erstmals Sekretär des ZK.
1965 wurde er zunächst Stellvertretender Ministerpräsident und dann 1967 Erster Stellvertretender Ministerpräsident. Zwischen 1966 und 1977 war er Mitglied des Exekutivkomitees des Ständigen Präsidiums des ZK. 1973 wurde er Stellvertretender Vorsitzender des neugeschaffenen Obersten Rates für wirtschaftliche und soziale Entwicklung (rumänisch Consiliului Suprem pentru Dezvoltarea Economică și Socială). Außerdem war er von März 1974 bis März 1978 wieder ZK-Sekretär und wurde als solcher 1977 auch Mitglied des höchsten Führungsgremiums der Partei, dem Ständigen Präsidium des Politischen Exekutivkomitees, dem er ebenfalls bis 1989 angehörte. Als er 1977 von PCR-Generalsekretär Nicolae Ceaușescu zur Beendigung eines Streiks von Bergarbeitern in den Südwesten Rumäniens gesandt wurde, wurde er von den aufgebrachten Arbeitern einige Zeit als Geisel genommen. 1978 wurde er erneut Erster Stellvertretender Ministerpräsident sowie zugleich Vorsitzender des Staatlichen Planungskomitees. Zwischen März 1978 und Mai 1982 war er auch Mitglied des Verteidigungsrates.

### Ministerpräsident und Zeit nach der Revolution 1989
Am 29. März 1979 wurde er als Nachfolger von Manea Mănescu zum Ministerpräsidenten ernannt und bekleidete dieses Amt bis zu seiner Ablösung durch Constantin Dăscălescu am 21. Mai 1982. Im Anschluss war er von Oktober 1982 bis November 1984 wieder Sekretär des ZK.
Während der Rumänischen Revolution, die zum Sturz des Ceaușescu-Regimes führte, bildete er im Dezember 1989 eine Provisorische Regierung, die allerdings nur für 20 Minuten amtierte. Im Zuge der Ereignisse konnte er sich jedoch nicht gegen den späteren Präsidenten Ion Iliescu durchsetzen.
1990 gründete er die Sozialistische Partei der Arbeit (rumänisch Partidul Socialist al Muncii, PSM), deren Vorsitzender er vom 16. November 1990 bis zum 1. Juli 1999 war. Im Anschluss wurde er Ehrenvorsitzender der PSM.